# Parco Colonnetti

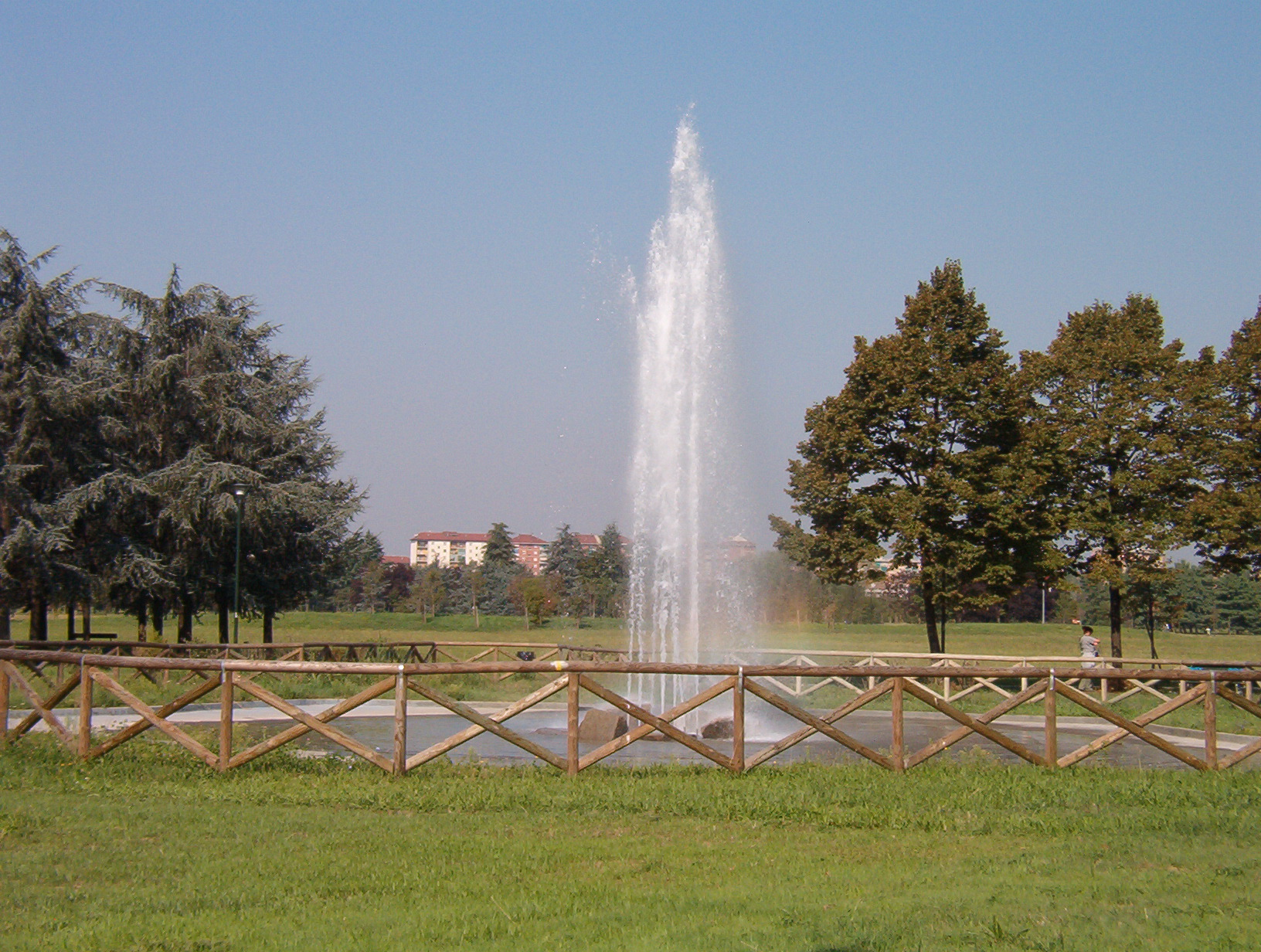
Geyser, fontana ai margini del parco.

Il Parco Colonnetti è un parco della città di Torino di 385.800 m², situato presso il quartiere Mirafiori Sud, nell'estrema periferia sud cittadina. Assieme agli adiacenti Parco Sangone e Parco Piemonte, più il Parco Miraflores (Boschetto) di Nichelino, formano un'area verde periferica pressoché contigua di oltre 600.000 metri quadrati. Il parco fu intitolato all'ingegnere e matematico torinese Gustavo Colonnetti.

## Storia
Il parco sorse sui terreni dell'ex aeroporto di Torino-Mirafiori, operativo dal 1911 fino al secondo dopoguerra per i collegamenti con Milano, Roma e Venezia, venne poi abbandonato in favore prima dell'aeroporto di corso Marche e, nei primi anni cinquanta, dell'aeroporto di Caselle.
Negli anni settanta e ottanta l'area si trovava in una situazione particolarmente degradata, come molte delle zone urbane del quartiere. In seguito, l'area verde fu destinata a parco cittadino, e lentamente riqualificata.
Oggi si presenta completamente ristrutturata e dotato di percorsi interni, aree gioco per bambini (circa 1000 mq di area attrezzata), un percorso ginnico, fontane ed una vasta area di sviluppo naturalistico in cui prolifica la fauna locale.
Complessivamente i cittadini dispongono di più di 5 chilometri di percorsi interni, 150 panchine, un’auletta didattica, oltre 3000 tra alberi e arbusti, 3 stagni e 4 ponticelli in legno, un geyser composto da 5 getti d’acqua alti circa 16 metri (nell’area tra la via Artom e str. Castello di Mirafiori).
Il CUS Torino ha qui i suoi impianti sportivi principali, inclusi una pista di atletica e un campo di pratica per il golf. Nel 2011 sono state inaugurate, sul lato di via Artom angolo via Panetti, la Locanda nel Parco e la Casa del Parco, riferimento socioculturale e di aggregazione del quartiere.